# Новый район
Новый район (кит. упр. 新区, пиньинь Xīnqū, палл. Синьцюй) — официально определённая территория Китайской Народной Республики, экономике которой оказывается особая поддержка со стороны центрального или регионального правительства. Новые районы могут быть либо административные единицами, либо хозяйственными зонами; кроме того они отличаются по уровню подчинения — государственного, провинциального или окружного подчинения.

## Новые районы государственного подчинения
Новые районы государственного подчинения Китая - особые зоны экономического развития, поддерживаемые центральным правительством. Эти зоны формируются из частей городов на разном уровне административной иерархии,  но подчиняются непосредственно центру и контролируются Госсоветом Китая. Районы обладают определёнными привилегиями для экономической деятельности и иностранных инвестиций с целью ускорить развитие экономики. 
| Новый район                 | Название и транскрипция Pinyin      | Образован        | Площадь (км) | Юрисдикция                                                                                                   |
| --------------------------- | ----------------------------------- | ---------------- | ------------ | --- |
| Пудун (административный)    | 浦东新区; Pǔdōng Xīnqū              | 11 октября 1992  | 1,210        | Шанхай (Пудун)                                                                                               |
| Биньхай (административный)  | 滨海新区; Bīnhǎi Xīnqū              | 9 ноября 2009    | 2,270        | Тяньцзинь (Биньхай )                                                                                         |
| Лянцзян                     | 两江新区; Liǎngjiāng Xīnqū          | 18 июня 2010     | 1,205        | Чунцин части районов Цзянбэй, Юйбэй, Бэйбэй                                                                  |
| Архипелаг Чжоушань          | 舟山群岛新区; Zhōushān Qúndǎo Xīnqū | 8 июля 2011      | 1,440        | Чжоушань (Динхай, Путо, Лайшань, & Шэнсы)                                                                    |
| Новый район Ланьчжоу        | 兰州新区; Lánzhōu Xīnqū             | 20 августа 2012  | 806          | Ланьчжоу parts of Юндэн & Гаолань                                                                            |
| Новый район Наньша          | 南沙新区; Nánshā Xīnqū              | 19 сентября 2012 | 527          | Гуанчжоу (Наньша)                                                                                            |
| Новый район Сисянь          | 西咸新区; Xīxián Xīnqū              | 6 января 2014    | 882          | Сиань & Сяньян части Хусянь, Чанъань, Вэйян, Циньду, Вэйчэн, Синпин, & Цзинъян                               |
| Новый район Гуйян           | 贵安新区; Guìān Xīnqū               | 6 января 2014    | 1,795        | Гуйян & Аньшунь части Huaxi, Цинчжэнь, Pingba, & Xixiu                                                       |
| Сихайань (административный) | 西海岸新区; Xīhǎiàn Xīnqū           | 3 июня 2014      | 2,096        | Циндао (Хуандао)                                                                                             |
| Новый район Цзиньпу         | 金普新区; Jīnpǔ Xīnqū               | 23 июня 2014     | 2,299        | Далянь parts of Цзиньчжоу & Пуланьдянь                                                                       |
| Новый район Тяньфу          | 天府新区; Tiānfǔ Xīnqū              | 2 октября 2014   | 1,578        | Чэнду & Мэйшань parts of Ухоу, Шуанлю, Лунцюаньи, Цзяньян, Синьцзинь, Пэншань, & Жэньшоу                     |
| Новый район Сянцзян         | 湘江新区; Xiāngjiāng Xīnqū          | 8 апреля 2015    | 490          | Чанша части Yuelu, Wangcheng, & Ningxiang                                                                    |
| Новый район Цзянбэй         | 江北新区; Jiāngběi Xīnqū            | 2 июля 2015      | 806          | Нанкин части Пукоу, Лухэ, & Цися                                                                             |
| Новый район Фучжоу          | 福州新区; Fúzhōu Xīnqū              | 30 августа 2015  | 800          | Фучжоу части Мавэй, Цаншань, Чанлэ, & Фуцин                                                                  |
| Новый район Дяньчжоу        | 滇中新区; Diānzhōng Xīnqū           | 7 сентября 2015  | 482          | Куньмин, Цюйцзин, Чусюн-Ийский автономный округ, & Юйси части Аньнин, Сунмин, Xundian, Луфэн, Малун, & Имэнь |
| Новый район Харбин          | 哈尔滨新区; Hāěrbīn Xīnqū           | 22 декабря 2015  | 493          | Харбин части Сунбэй, Хулань, & Пинфан                                                                        |
| Новый район Чанчунь         | 长春新区; Chángchūn Xīnqū           | 2 февраля 2016   | 499          | Чанчунь части Чаоян, Куаньчэн, Эрдао, & Цзютай                                                               |
| Новый район Ганьцзян        | 赣江新区; Gànjiāng Xīnqū            | 14 июня 2016     | 465          | Наньчан & Цзюцзян части Циншаньху, Синьцзянь, Гунцичэн, & Юнсю                                               |
| Сюнъань                     | 雄安新区; Xióng'ān Xīnqū            | 1 апреля 2017    | 100          | Баодин части Аньсинь, Жунчэн, & Сюнсянь                                                                      |

## Новые районы провинциального и окружного подчинения
Новые районы провинциального и окружного подчинения управляются не центральным правительством, а местными властями соответствующего уровня. 
- Цанчжоу - Новый район Бохай
- Фучжоу - Новый район Цзиньшань
- Лунъянь -Новый район Лунъянь
- Нанкин -
- Нинбо - Новый район залива Ханчжоу[англ.]
- Наньпин -  Новый район Уи[англ.]
- Циньхуандао  -Новый район Бэйдайхэ
- Сучжоу:
  - Индустриальный парк Сучжоу[англ.]
  - Новый округ Сучжоу[англ.]
- Шэньчжэнь:
  - Новый округ Дапэн[англ.]
  - Новый округ Гуанмин[англ.]
  - Новый округ Лунхуа[англ.]
  - Новый округ Пиншань[англ.]
- Тяньцзинь - Новый район Северный Тяньцзинь
- Уси - Новый район Уси[англ.]
- Чжэньцзян - Новый район Чжэньцзян
- Чжуншань - Новый район Цуйхэн
- Чжухай -  Новый район Хэнцинь
- Аньян -  Новый район Аньян
- Ганьчжоу - Новый район Чжанкан
- Кайфэн - Новый район Кайфэн
- Лоян - Новый район Лоян
- Мааньшань
  - Новый район Бинцзян
  - Новый район Бован
  - Новый район Сюшань
  - Новый район Чжэнпуган
- Наньчан -   Новый округ Хунгутань
- Синьюй - Новый район Синьюй
- Чжэнчжоу
  - Новый район Чжэнбянь
  - Новый район Чжэндун
- Далянь
  - Новый район Цзиньчжоу
  - Новый район Пуланьдяньский залив
- Шэньян
  - Новый округ Хуньнань
  - Новый район Шжньбэй
- Чунцин - Новая северная зона Чунцин
- Гуйян -  Гуаньшаньху -  Новый район Цзиньян
- Лхаса -  Новый район Ниу
- Ордос -  Канбаши
- Суйнин  - Новый район Хэдун
- Сиань - Новый район Цюйцзян